# 228

## Починали
- Улпиан, римски юрист